# ケラー試薬
ケラー試薬（ケラーしやく、英: Keller's reagent）は、以下の2つの異なる酸混合物のいずれかを示す。
冶金学において、ケラー試薬は硝酸、塩酸、フッ化水素酸の混合物であり、アルミニウム合金の結晶粒界と方向性を明らかにするためのエッチング処理に使用する。この試薬は、1920年代末と1930年代初頭にこの手法を開拓したアルコア社のE. H. Dix, Jr. とFred Kellerに因んでディクス–ケラー試薬と呼ばれることもある。
有機化学において、ケラー試薬は脱水（氷）酢酸、濃硫酸、少量の塩化第二鉄の混合物であり、アルカロイドの検出に用いられる。ケラー試薬は幅広い色の生成物を生成する反応によってその他の種類のアルカロイドの検出に用いることもできる。コーンはジキタリスの主成分の検出でのケラー試薬の使用について述べている。この試薬を使った反応は、19世紀末にジキタリスの研究にこの試薬を共に使用したC・C・ケラーとH・キリアニに因んでケラー–キリアニ反応と呼ばれることもある。